# Први народи
Први народи или Прве нације (енгл. First Nations, фр. Premières nations)  је политички термин који се односи на сва канадска домородачка племена (народе) који не припадају групи Ескима и Метиса. Овај термин подразумева преко 600 различитих племенских заједница из целе Канаде са властитим културним и језичким идентитетом. Већина је настањена у канадским покрајинама Онтарио и Британска Колумбија. Према подацима статистичког завода Канаде око 700.000 људи се идентификује као припадник неког од домородачких народа из ове групе.
Припадници Првих нација су се по први пут политички организовали 1980. године као одговор на тежње канадске владе за променом Устава. Тада је основан и Парламент Првих нација чији је циљ била брига за права припадника Првих народа и спровођење њихових уставом загарантованих права. Чланови парламента првих народа су одбацили термине племе и резерват вратили су традиционална домородачка имена за своје заједнице. Ти поступци су на симболичан начин представљали њихову сувереност и аутономију која се огледала управо њиховим тежњама да самостално одреде властиту националну идентификацију.
У Канади се, у складу са тамошњим Уставом, термином „Индијанци” означавају сви староседелачки народи који нису инуитског и метиског порекла, а Индијанци се деле у три категорије: Статусни Индијанци, Нестатусни Индијанци и Индијанци по уговору. Скупштина Првих народа као политичка организација представља статусне Индијанце.

## Демографија
У 20. веку број Статусних Индијанаца у Канади порастао је десет пута. Између 1900. и 1950. године, становништво се повећало за само 29%, али након 1960-их, стопа морталитета новорођенчади у резерватима је нагло опала и становништво је порасло за 161%. Од 1980-их, број индијанских беба се више него удвостручио, а сада је скоро половина индијанског становништва млађа од 25 година. Као резултат тога, очекује се да ће се индијска популација у Канади драматично повећати у наредним деценијама.
Према попису из 2006. године, број Индијаца у Канади износио је 732.520 људи.

## Ропство у Канади
И пре доласка Европљана, међу Индијанцима је постојало ропство; заробљеници из непријатељских племена претварани су у робове. Доласком Француза, а потом и Британаца, неки од ових заробљеника су продати колонизаторима који су их користили као робове, али су их истовремено подстицали да прихвате хришћанство, а генерално је режим ропства у Канади био мекши него у Сједињеним Државама, где је на плантажама било масовног ропског рада. Број домородачких робова био је неколико пута већи од броја робова афричког порекла, али чак ни на врхунцу ропства њихов број није прелазио неколико хиљада. Крајем 18. века било је забрањено стицање нових робова, а британски закон о укидању ропства, донет 1830-их, коначно га је укинуо. Међутим, све до 1970-их у бројним племенима у западној Канади практикована је дискриминација људи који су потицали од бивших робова.

## Правни статус
Краљевска прокламација из 1763. дефинисала је власништво над индијанским земљама од стране племена: „Пошто је праведно, разумно и од суштинског значаја за наше интересе и безбедност наших колонија, да неколико нација и племена Индијанаца са којима имамо односе и који живе под нашом заштитом, не смеју бити повређени или угњетавани у свом праву на наше право да нам поседују те делове који нису у поседу Индијанци као њихова ловишта“.
У Канади, за разлику од Сједињених Држава, закључивање уговора са племенима о уступању земаља почело је много касније и трајало је дуже: од 1871. до 1921. године. Садржај таквих споразума може се пратити на примеру Уговора бр. 4, који су 1874. потписале влада и заједнице Кри и Сото (део Саскачевана је пренет): величина резерви је утврђена по стопи од 1 кв. миље (260 хектара) по петочланој породици, поглавица је добијао једнократни поклон од 25 долара, а сваки члан заједнице - 12 долара, индијски ловци су имали право на годишњу залиху мале количине барута, метака и друге опреме, а онима који су се бавили пољопривредом додељивали су се и опрема и машине. Временом је пракса да савезне власти одбијају да потпишу било какве споразуме са Индијанцима постајала све раширенија. Као резултат тога, огромне територије су биле унутар граница Канадског доминиона које уопште нису биле обухваћене уговорним обавезама: пре свега, субарктички региони од Њуфаундленда, Лабрадора и северног Квебека на истоку до северозападних територија, Јукона и Британске Колумбије на западу. Године 1951. донет је Индијански акт: староседеоци су добили право на самоуправу преко савета заједница, а успостављена је подела на статусне Индијанце и друге Индијанце. Само статусни Индијанци су били ослобођени пореза на земљу и имали су право да бирају локалне самоуправе на основу резервата.
Године 1920. сва индијска деца узраста од 7 до 15 година морала су да похађају специјалне интернате. Често су деца силом одузимана из породица или је родитељима претило затвором ако одбију. Ученицима у интернатима је било забрањено да говоре свој матерњи језик, били су присиљени да раде на принудном раду, често изложени физичком и сексуалном понижавању, а понекад и убијани. Интернати су имали веома високу стопу морталитета (пре свега од туберкулозе).
Друга половина 20. века била је време постепеног признавања низа права за Индијанце. Покушај премијера П. Е. Трудо да Индијцима да једнака права са осталим канадским грађанима (нацрт закона познат као „Бела књига из 1969.“) одбацили су као меру „културне асимилације“. Чинило се да су страхови Индијанаца основани у светлу других мера које је предузео Трудо (посебно политике насилног уклањања индијске деце ради усвајања од стране белаца, познату као „окружење шездесетих“). Исте 1969. године последња канадска провинција укинула је ограничења за учешће Индијаца на савезним изборима. Године 1973. Индијанцима без статуса додељено је власништво над земљиштем у судским споровима над областима које нису уговорене.
Године 1985. Закон о Индијанцима је измењен и допуњен како би се уклонила дискриминаторна одредба према Индијанкама, која је њима и њиховој деци лишила права да задрже статус Индијанца и чланство у заједници ако се удају за неиндијанца, а оне које су претходно лишене статуса из тог разлога су враћене у њега. Ова одредба се, међутим, још увек оспорава на нивоу покрајинског суда у бројним индијанским резерватима, који покушавају да задрже контролу над земљом и племенским привилегијама.

## Проблем са језиком
Иако се ситуација са индијанским правима побољшала у другој половини 20. века, стопа изумирања њихових језика нагло се убрзала. У послератној Канади асимилација је била брза: ако је 1951. године 15% домородаца сматрало енглески својим матерњим језиком, онда је 1981. био матерњи за скоро 60% канадских Индијанаца и Ескима. До 1970. године у Канади није постојала ниједна резервна школа коју су контролисале резервне власти, али их је до 1980. било већ 137, а у њима се школовало 8% индијанских ученика.

## Главне нације које постоје у Канади

### Мапа провинција и територија Канаде

#### Пре 1700
Најпознатије нације:
- Алгонквини (источне шуме)
  - Кри (народ)
  - Ину (Монтагнаи и Наскапи)
  - Оџибва
  - Микмаци
- Ирокези (источне шуме)
  - Хурони

Имигранти из САД:
- Хункпапа (Велике равнице)
- Санти (Велике равнице)
- Делавери (североисток)
- Ирокези (североисток)